# Universidad Europea del Atlántico
La Universidad Europea del Atlántico, también conocida como UNEATLANTICO, es una universidad privada española situada en el Parque Científico y Tecnológico de Cantabria (PCTCAN), en la población de San Román de la Llanilla, municipio de Santander (Cantabria).
Abrió sus puertas el 29 de septiembre de 2014, con 8 grados y 350 alumnos matriculados.
La institución oferta 16 grados oficiales divididos en tres facultades: Facultad de Ciencias de la Salud, Facultad de Ciencias Sociales y Humanidades y Escuela Politécnica Superior. Además, imparte 17 másteres universitarios, vinculados a la Escuela de Posgrado, además de estudios de posgrado propios y títulos propios en colaboración, así como 3 programas de doctorado oficiales a través de la Escuela de Doctorado.
Esta universidad cuenta con todos sus estudios adaptados al Espacio Europeo de Educación Superior (Plan Bolonia) y de ella depende el Centro de Investigación y Tecnología Industrial de Cantabria (CITICAN).

## Campus
Cuenta con un campus de 16 500 m² situado en el Parque Científico y Tecnológico de Cantabria, en el término municipal de la ciudad de Santander.
Entre las instalaciones se destacan un aparcamiento subterráneo, un salón de actos con aforo para 494 personas, biblioteca, cafetería, laboratorios, aulas de informática, salas de estudio, gimnasio, estudio de radio, plató de televisión y diferentes espacios de usos múltiples, además de una moderna residencia universitaria (Residencia UNEATLANTICO) y un área deportiva de 7000 m². Todas estas instalaciones se encuentran próximas al edificio principal.

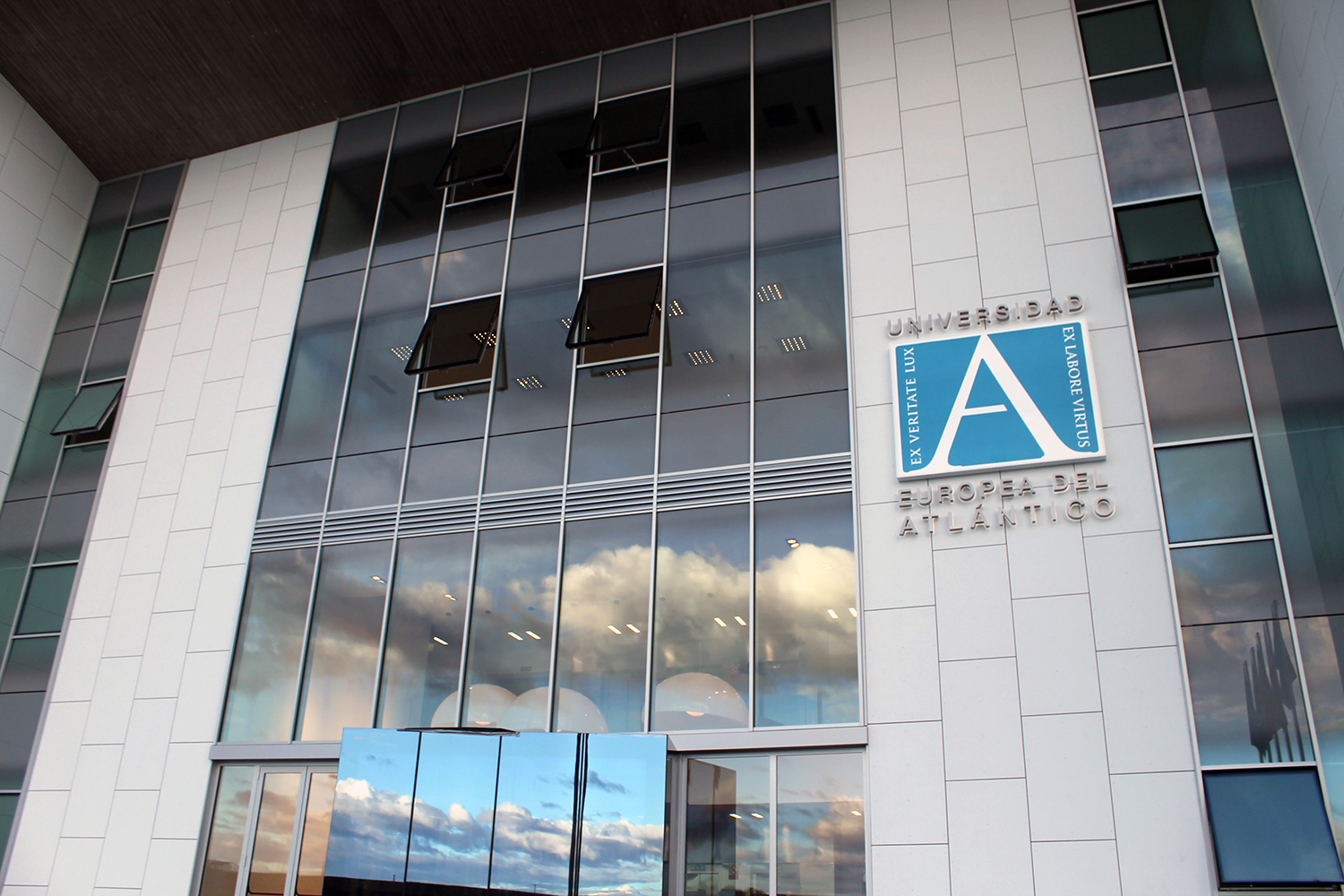
Imagen de la entrada principal de la Universidad Europea del Atlántico.

El proyecto ha supuesto una inversión aproximada e íntegramente privada de 16,5 millones de euros, de los cuales 14,5 se han destinado al edificio, y otros 2 a la constitución del Centro de Investigación y Tecnología Industrial de Cantabria (CITICAN), una fundación que nace para canalizar los proyectos de I+D+i de la institución académica.

## Emblemas
Según las Normas de Organización y Funcionamiento de la Universidad Europea del Atlántico, aprobadas mediante Decreto 41/2016, de 21 de julio, sus emblemas son:
- El escudo es cortado y medio partido: 1.º de plata; 2.º de gules, con figura de libro abierto de plata resaltado sobre ambos; 3.º, en campo de azur, figura de «a» mayúscula inacabada, flanqueada del lema «'‘Ex veritate lux, ex labore virtus», sobre ondas de agua, todo en plata. Bordura de plata cargada con la leyenda «Universitas, Universidad Europea del Atlántico», en letras de sable.
- El lema es «Ex veritate lux, ex labore virtus» (en latín: De la verdad, la luz; del trabajo, el valor).
- La bandera es de un solo campo, en paño color azul pantone Process Blue C, cargada en el centro con el escudo de la Universidad.

## Sala de exposiciones
La sala de exposiciones de UNEATLANTICO se inauguró el 13 de abril de 2015 con una muestra de 100 grabados originales de Salvador Dalí. Ubicada en el campus de la institución académica en el Parque Científico y Tecnológico de Cantabria (PCTCAN), la sala concentrará numerosas actividades de extensión universitaria y se convertirá en un punto de referencia en el circuito cultural de la ciudad.

## Galería de fotos

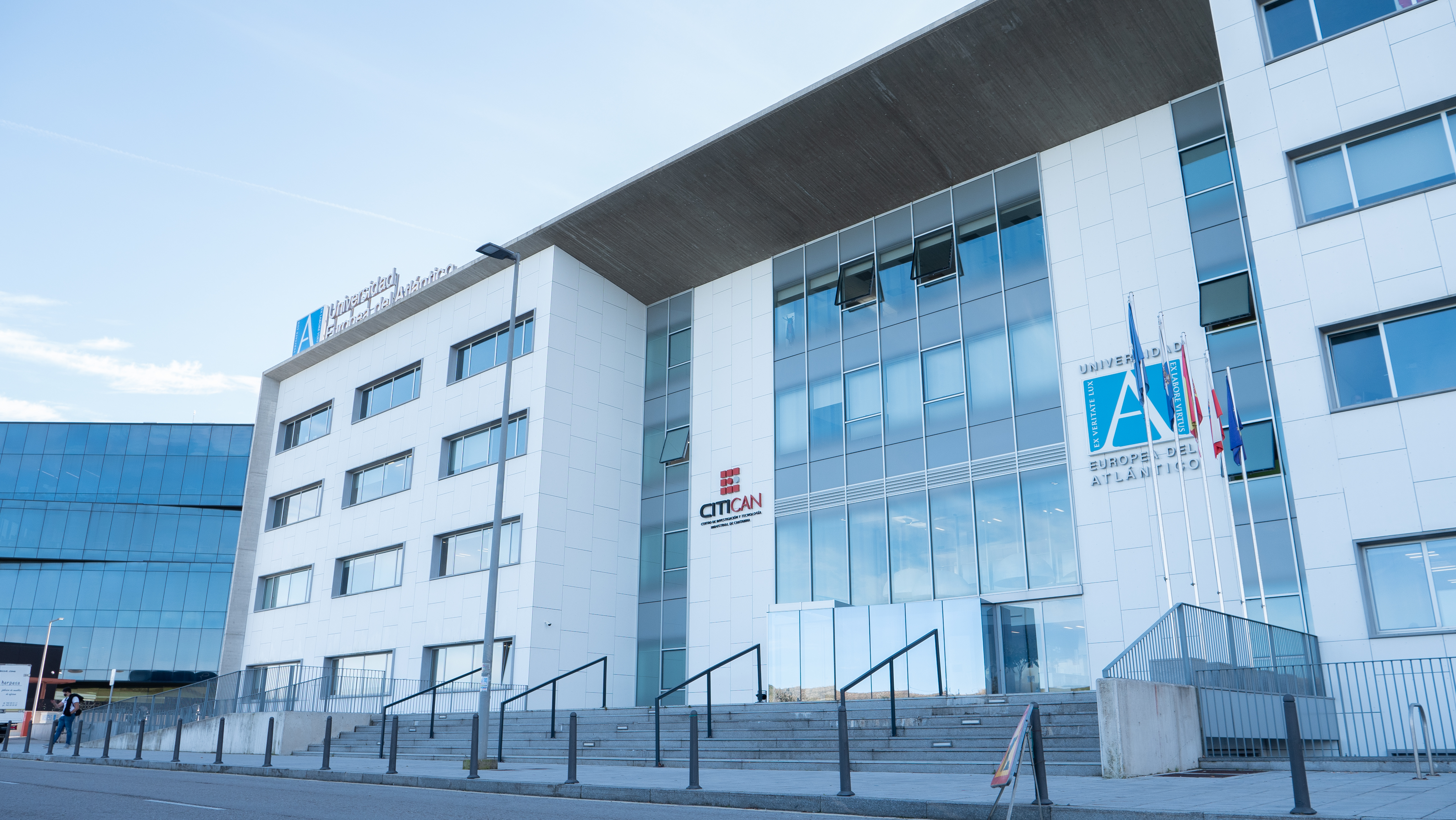
Fachada Universidad Europea del Atlántico
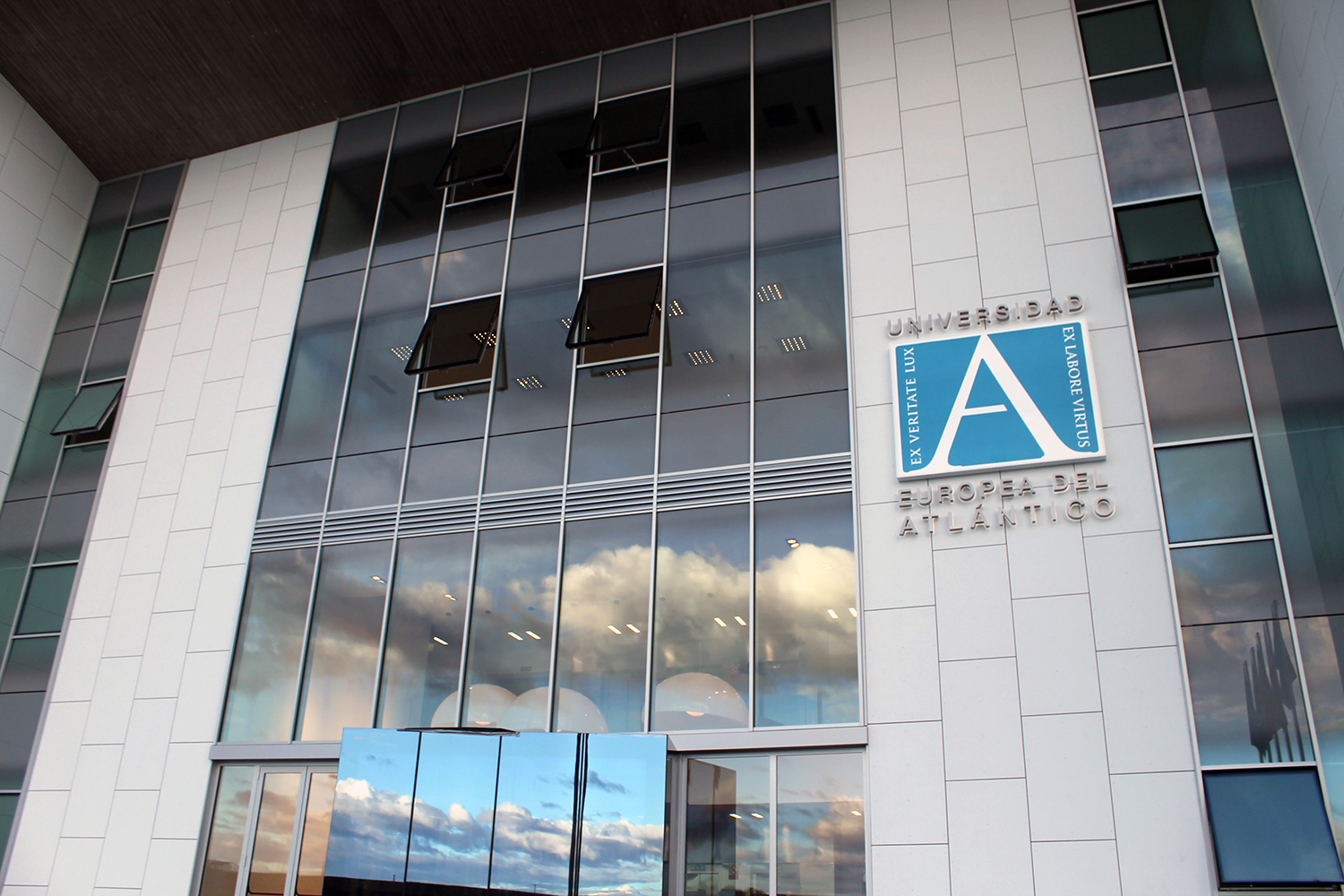
Fachada Universidad Europea del Atlántico
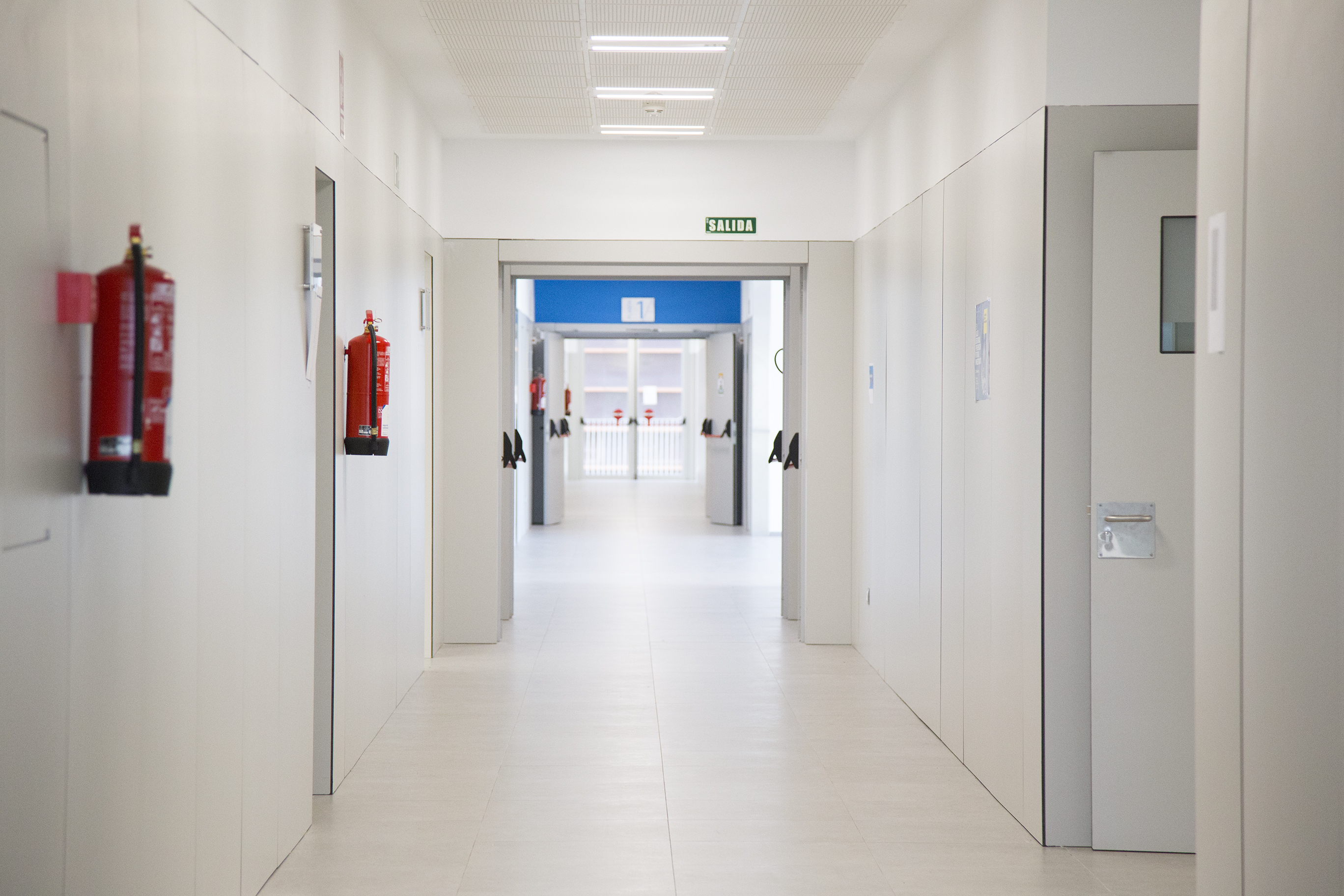
Pasillo Universidad Europea del Atlántico
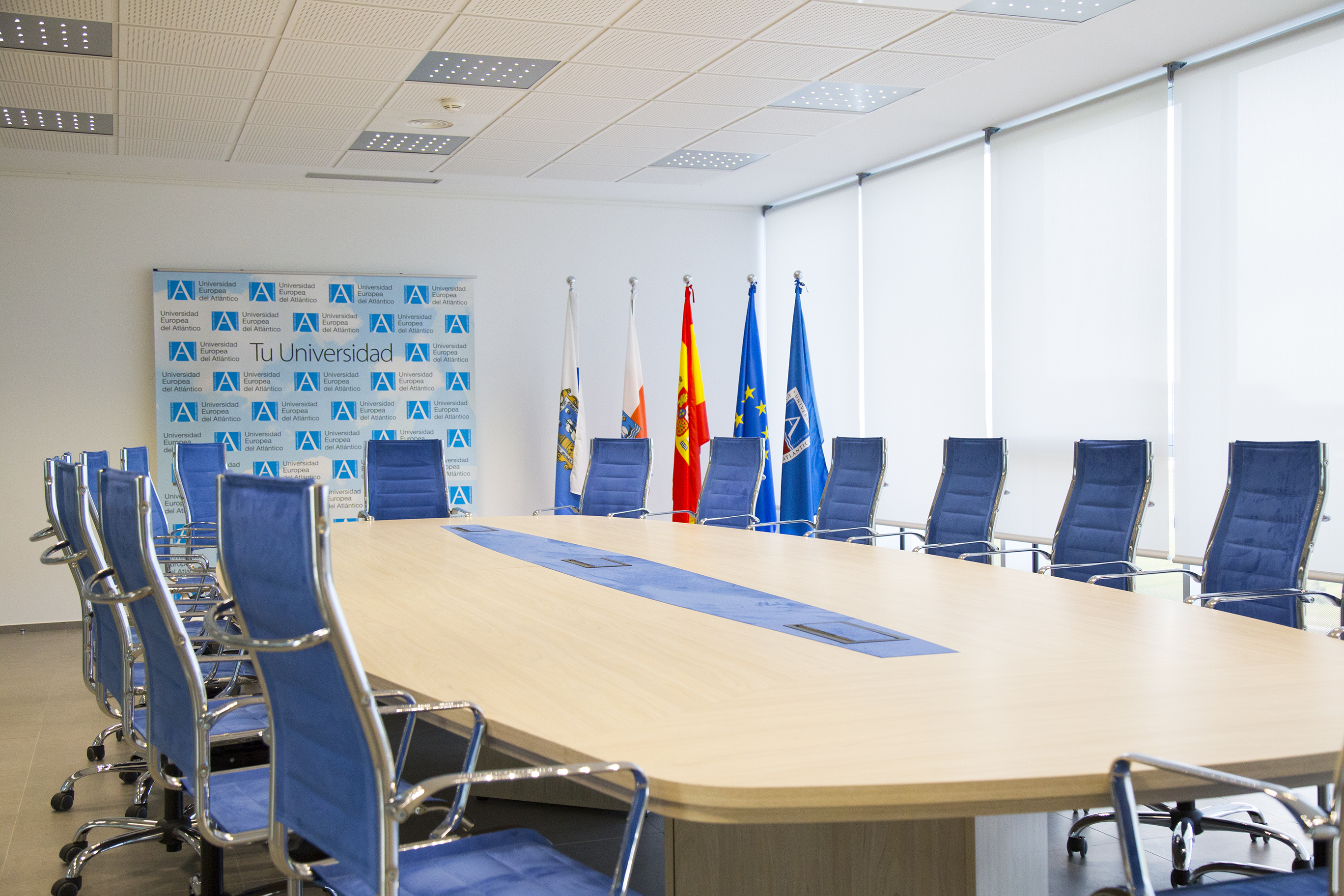
Sala de juntas Universidad Europea del Atlántico
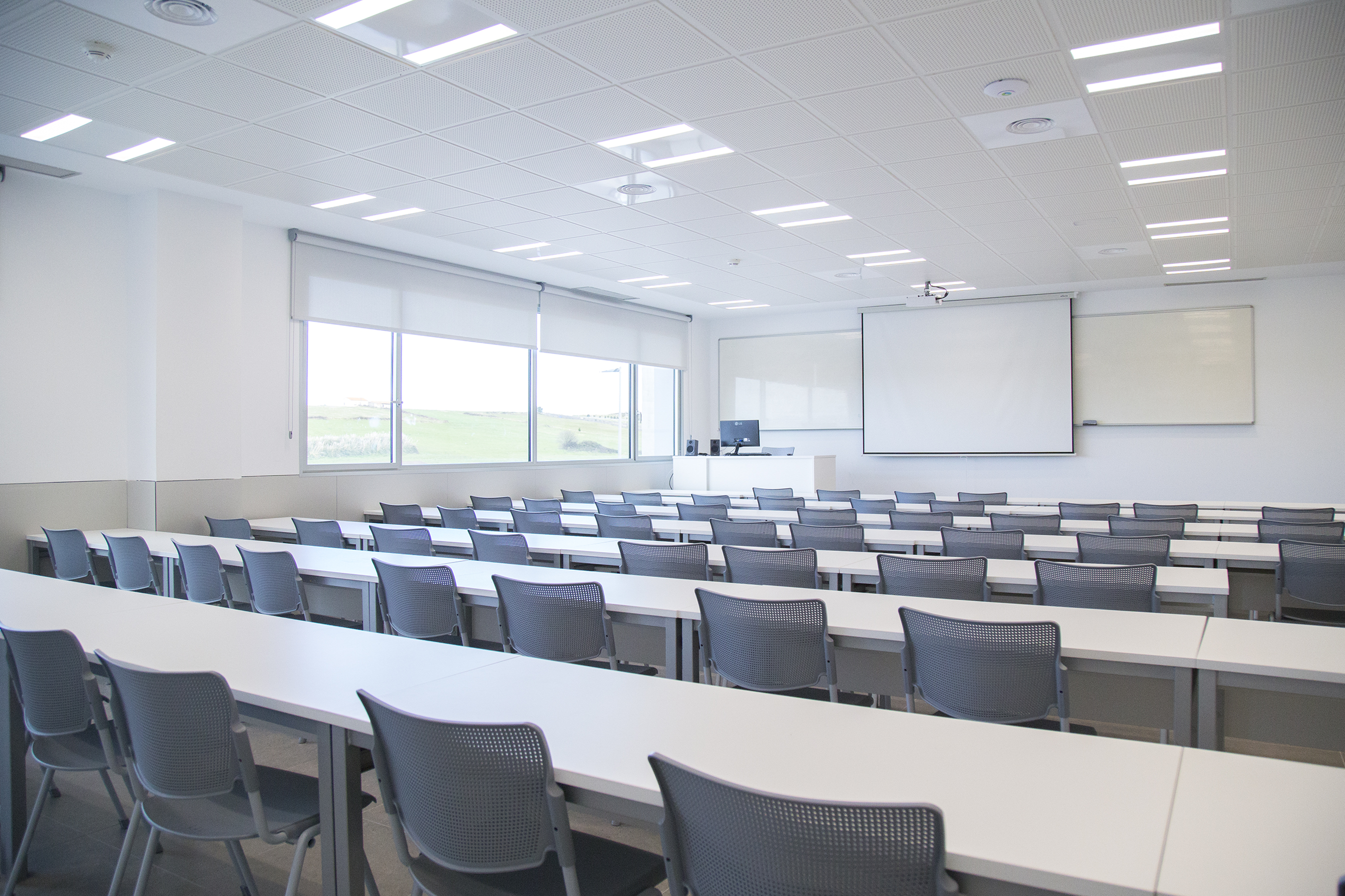
Clase Universidad Europea del Atlántico
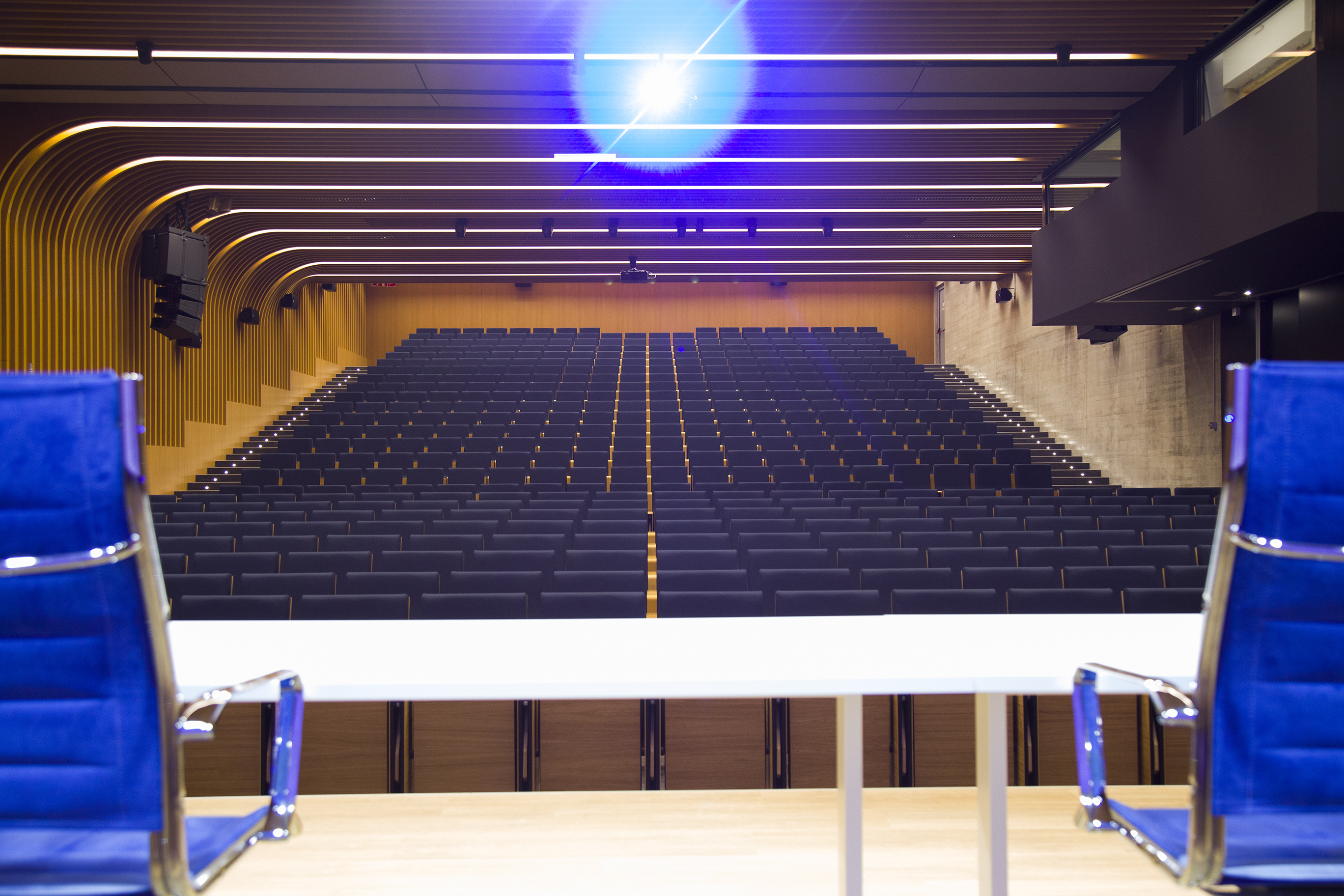
Salón de actos Universidad Europea del Atlántico
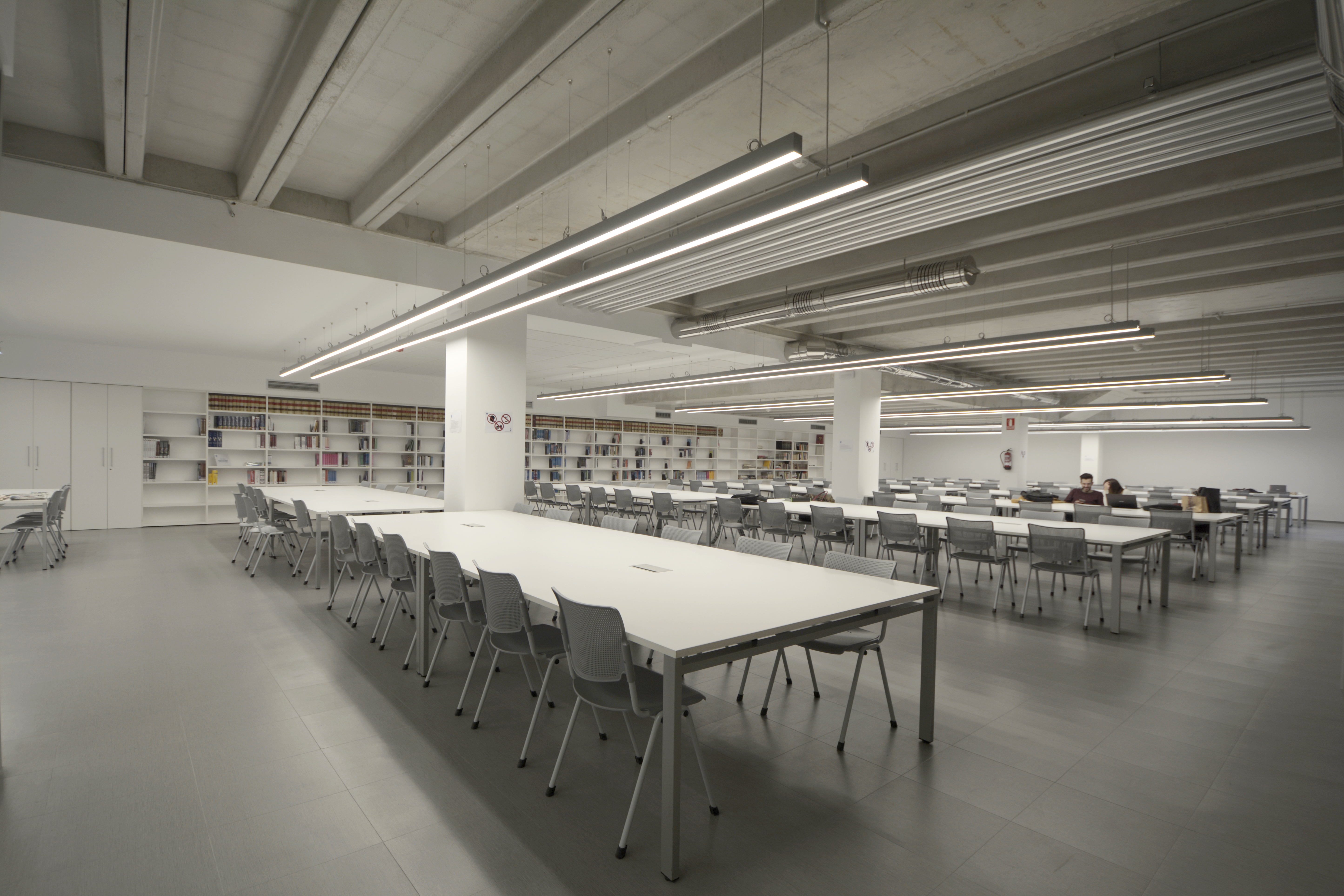
Biblioteca Universidad Europea del Atlántico
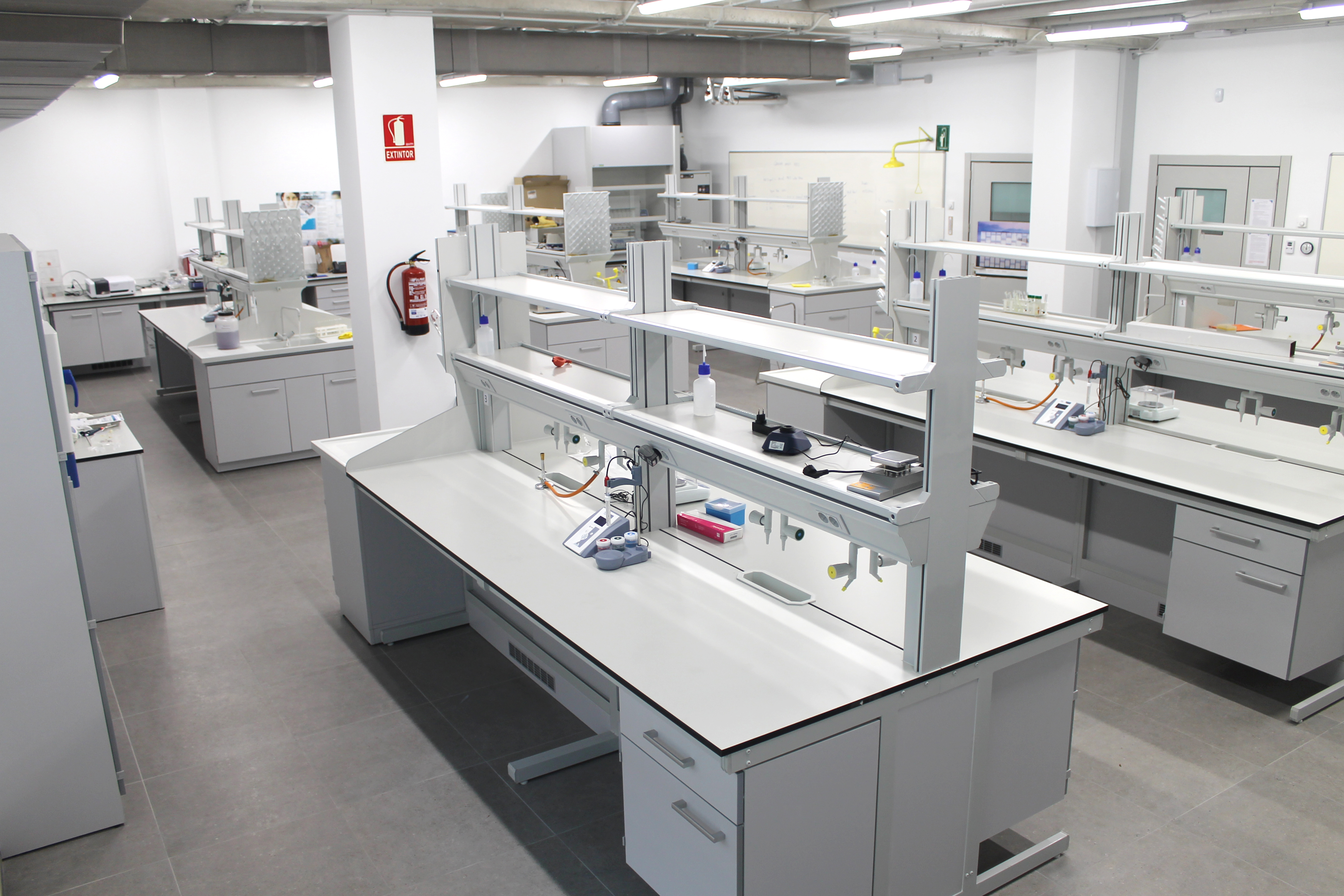
Laboratorio Universidad Europea del Atlántico
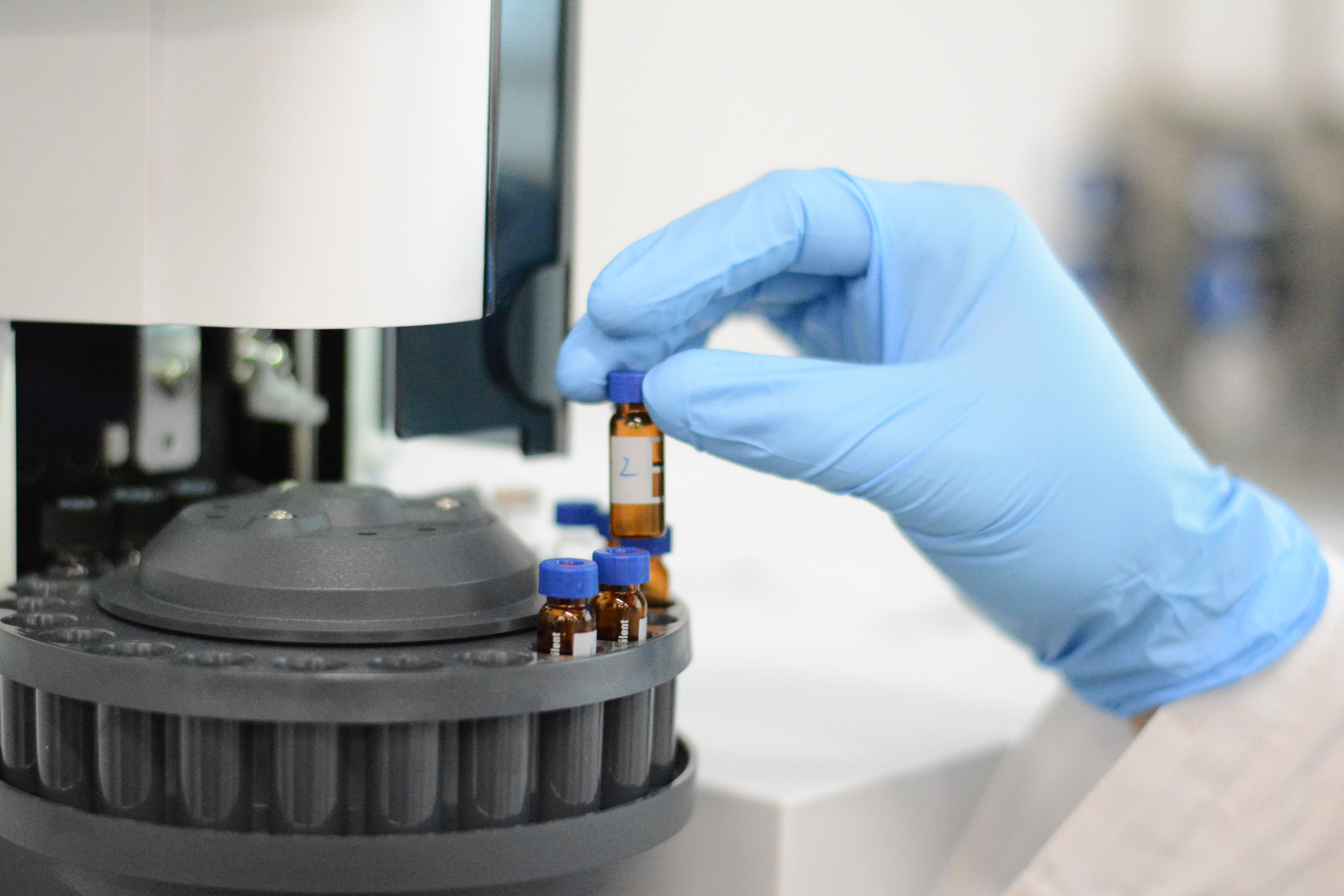
Laboratorio Universidad Europea del Atlántico
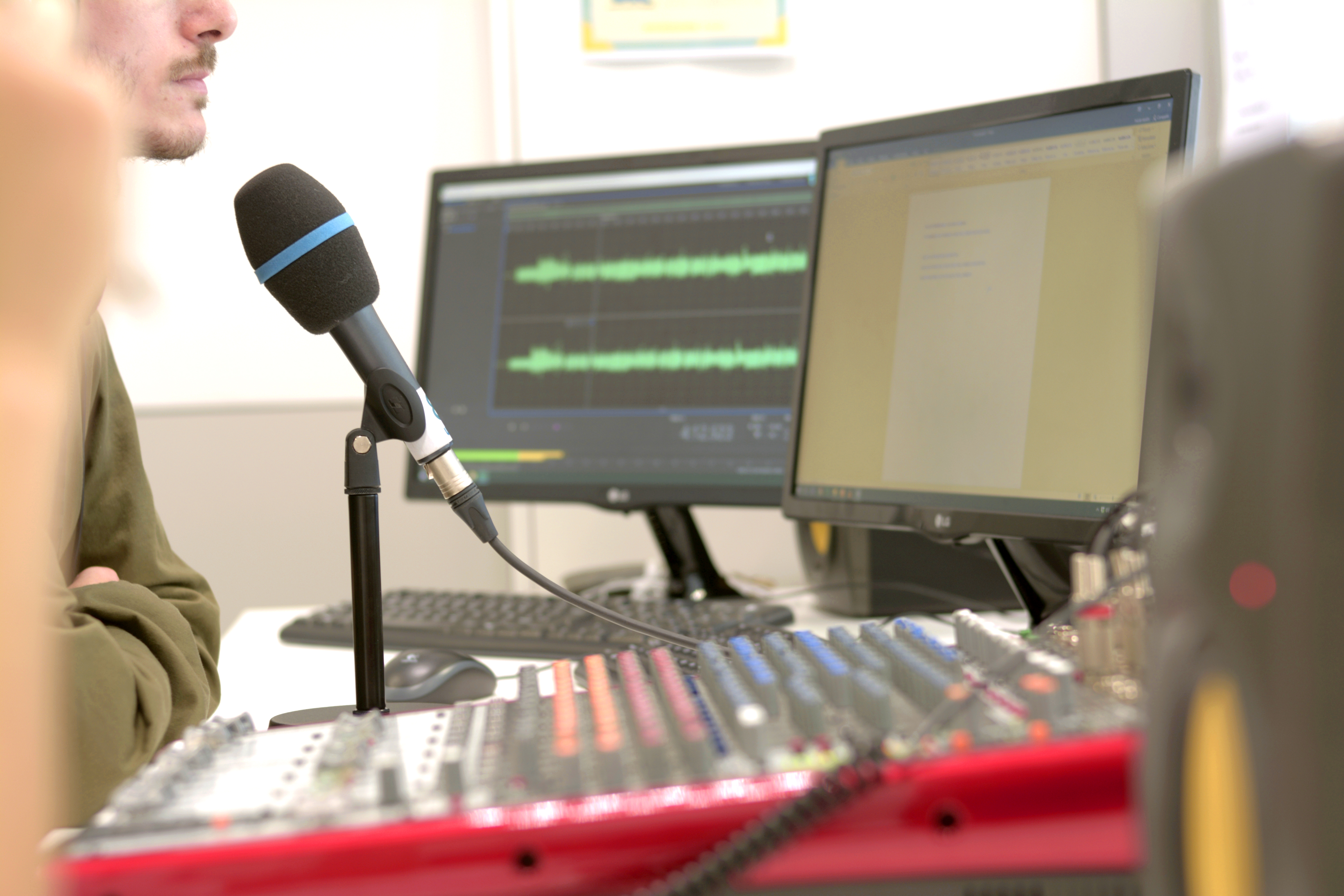
Radio Universidad Europea del Atlántico
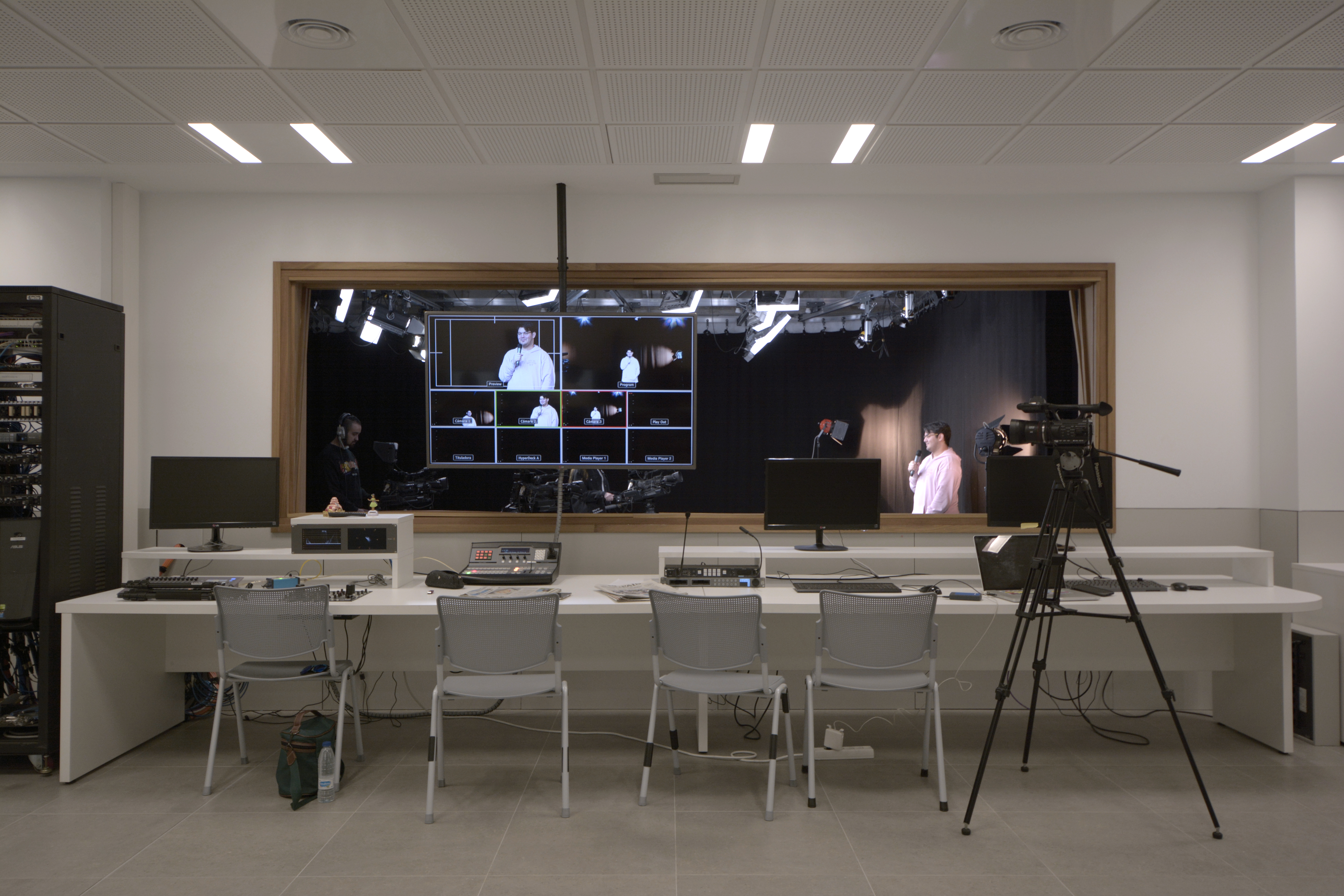
Plató Universidad Europea del Atlántico
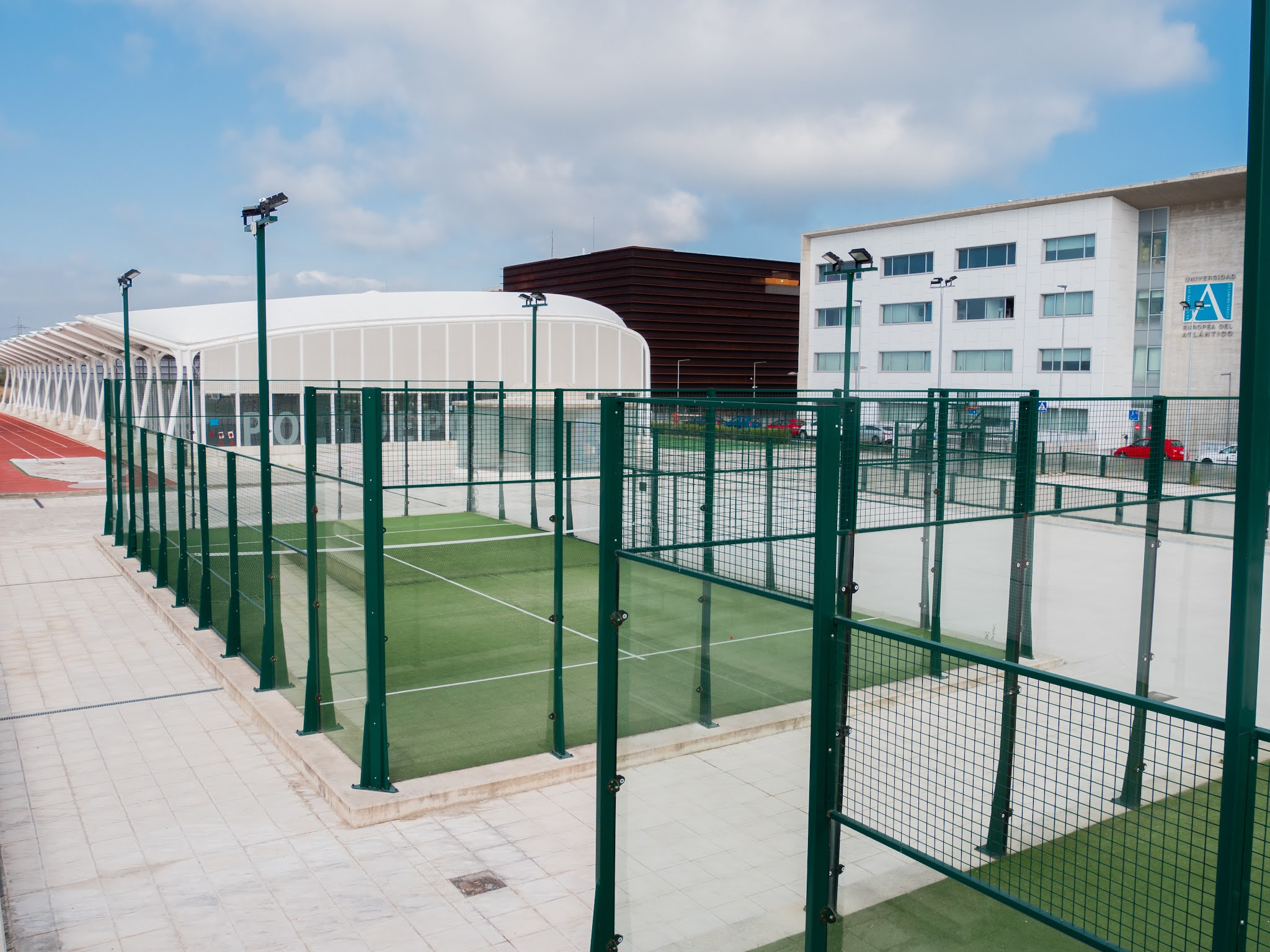
Pistas de pádel Universidad Europea del Atlántico
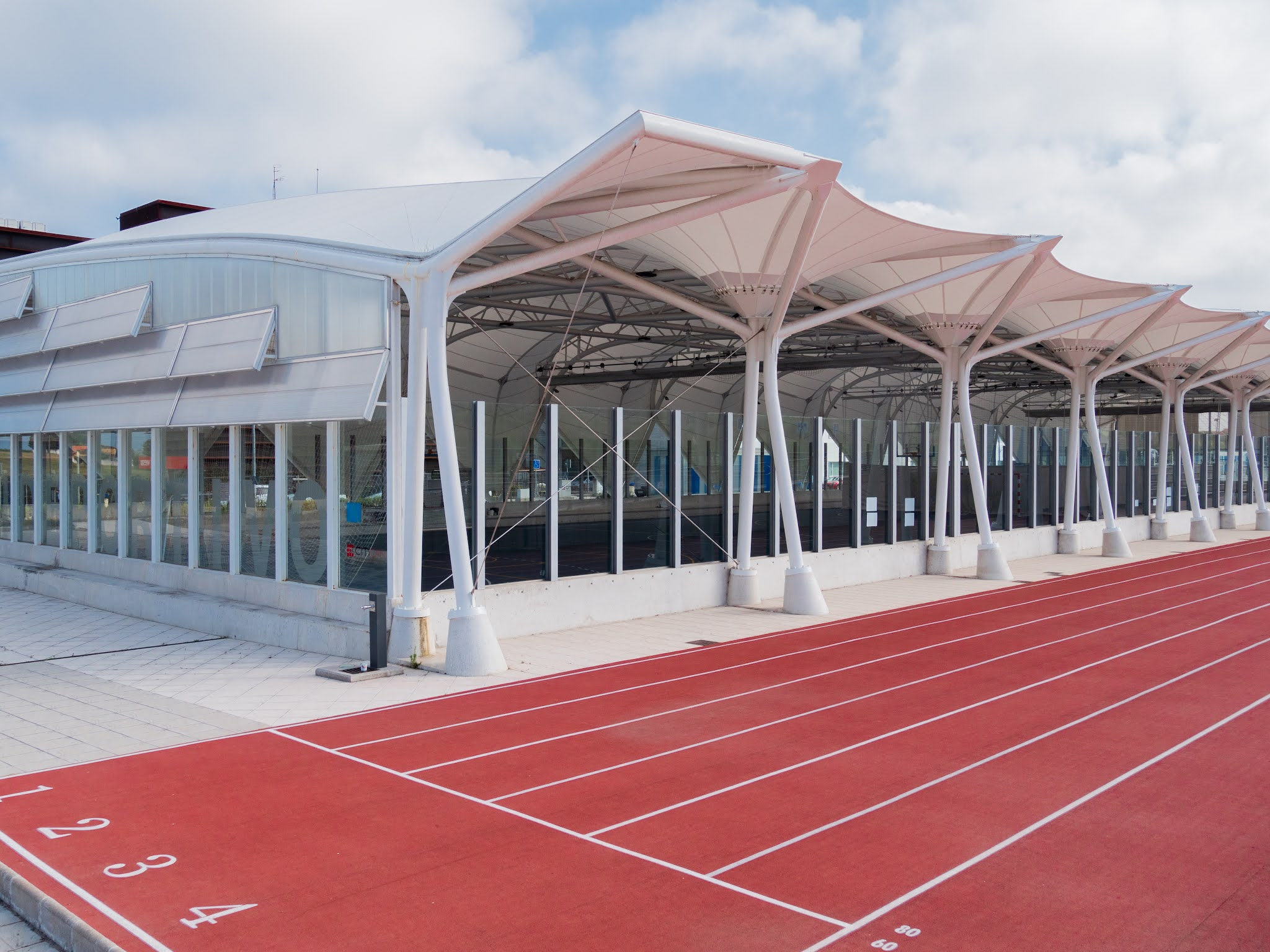
Polideportivo Universidad Europea del Atlántico
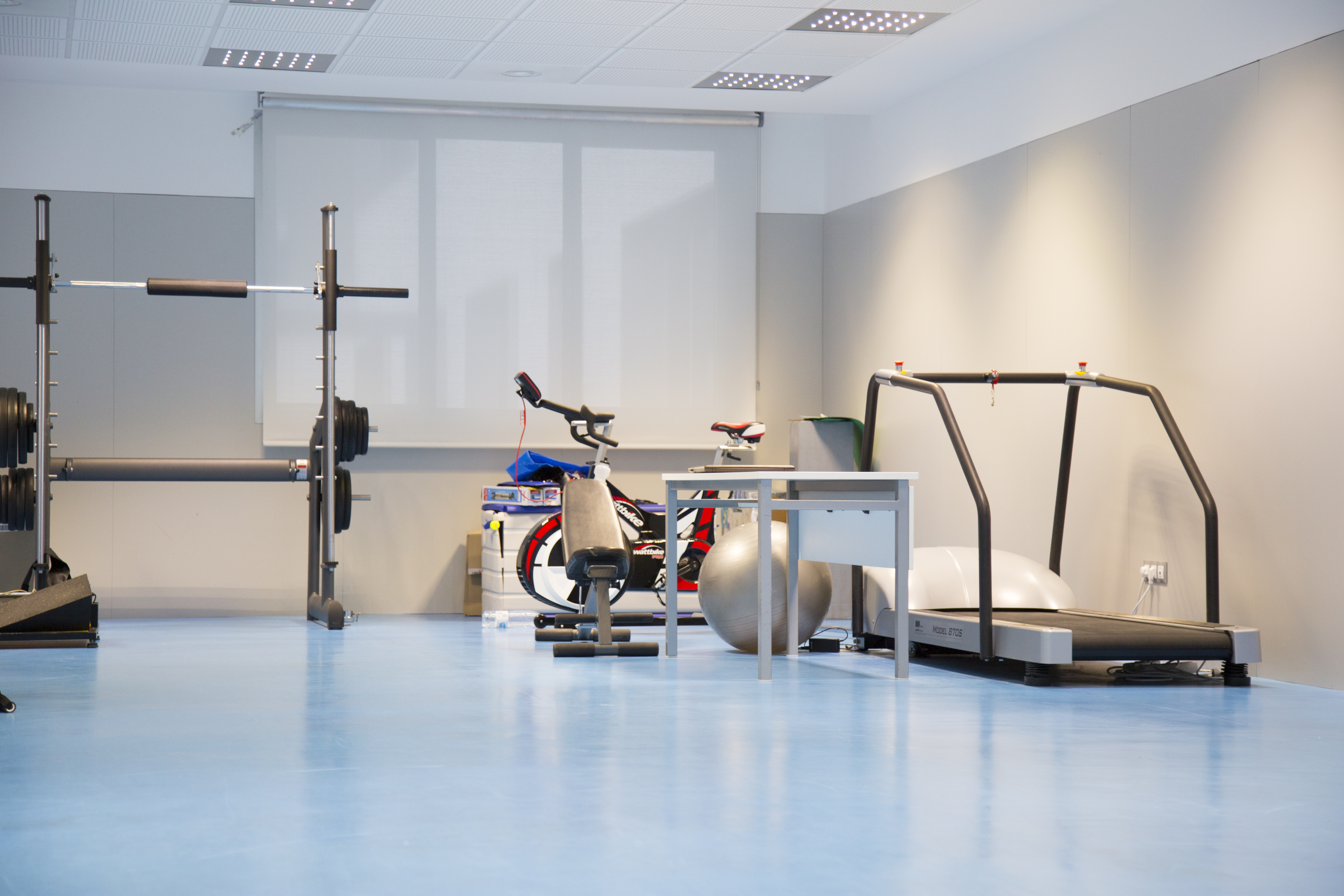
Laboratorio de biomecánica Universidad Europea del Atlántico
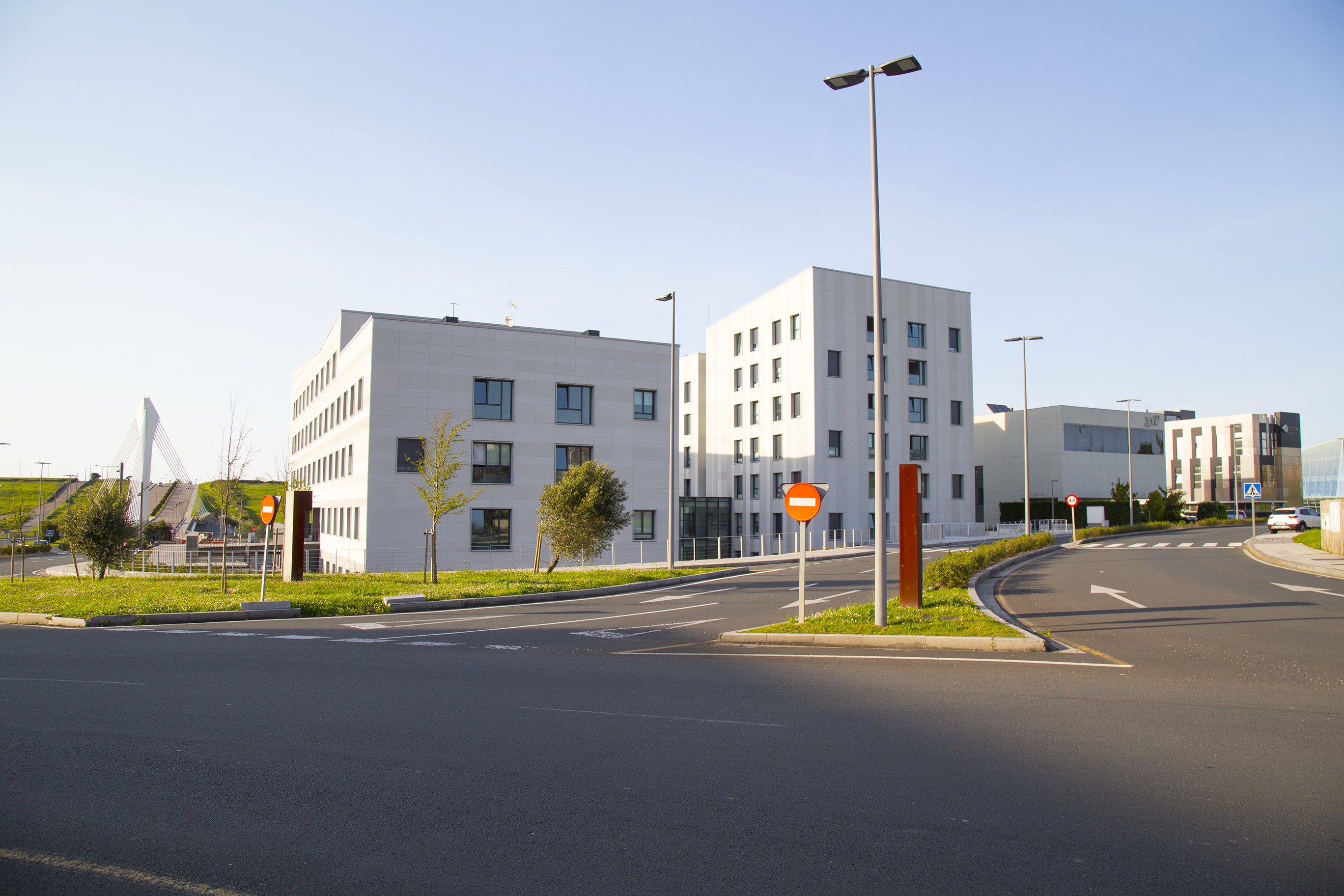
Residencia Universidad Europea del Atlántico